# Almere Centrum
Almere Centrum – stacja kolejowa w Almere, w prowincji Flevoland. Stacja została otwarta w 1987. Posiada 2 perony.